# Fillongley
Fillongley är en civil parish i Storbritannien. Den ligger i grevskapet Warwickshire och riksdelen England, i den södra delen av landet, 150 km nordväst om huvudstaden London.